# Список глав государств в 1761 году
| 1760 ← Список глав государств по годам → 1762 |

## Азия
- Азербайджан — 
  -  Ардебильское ханство — Бедир, хан (1747—1763)
  -  Бакинское ханство — Мирза Мухаммад I, хан (1747—1768)
  -  Гянджинское ханство — Мухаммед Хасан, хан (1760—1780)
  -  Джавадское ханство — Тала Хасан, хан (1750—1789)
  -  Карабахское ханство — Панах Али, хан (1747—1763)
  -  Карадагское ханство — Казим, хан (1747—1763)
  -  Кубинское ханство — Фатали, хан (1758—1789)
  -  Нахичеванское ханство — Гейдар Кули-хан I, хан (1747—1763/1764)
  -  Талышское ханство — Сеид Джамаледдин, хан (1747—1786)
  -  Шекинское ханство — Хусейн, хан (1759—1780)
  -  Ширванское ханство — Хаджи Мухаммад Али, хан (1747—1763/1765)
- Бруней — Омар Али Сайфуддин I, султан (1740—1778)
- Бутан — Шераб Вангчук, друк дези (1744—1763)
- Великих Моголов империя — Шах Алам II, падишах (1760—1788, 1788—1806)
- Грузинское царство — 
  -  Гурийское княжество — Мамия IV Гуриели, князь (1726—1756, 1758—1765, 1771—1776)
  -  Имеретинское царство — Соломон I Великий, царь (1752—1766, 1768—1784)
  -  Картлийское царство — Теймураз II, царь (1744—1762)
  -  Кахетинское царство — Ираклий II, царь (1744—1762)
  -  Мегрельское княжество — Кация II Дадиани, князь (1757—1788)
- Дайвьет — Ле Хьен-тонг, император (1740—1786)
- Дербентское ханство — Мухаммад Хасан, хан (1747—1765)
- Дирийский эмират — Мухаммад ибн Сауд, эмир (1744—1765)
- Дурранийская империя — Ахмад-шах Дуррани, шах (1747—1772)
- Индия —
  - Амбер (Джайпур) — Мадхо Сингх I, Махараджа савай (1750—1768)
  - Араккал[англ.] — Кунхи Амса II, али раджа[англ.] (1745—1777)
  - Ахом — Суремфаа, махараджа[англ.] (1751—1769)
  - Бансвара — Притхви Сингх, раджа (1747—1786)
  - Барвани — Умед Сингх, рана (1760—1794)
  - Барода — Дамаджи Гаеквад, махараджа (1732—1768)
  - Башахра[англ.] — 
    - Рам Сингх, рана[кат.] (1725—1761)
    - Удар Сингх, рана[кат.] (1761—1785)

  - Бенарес — Балвант Сингх, раджа (1740—1770)
  - Биканер — Гадж Сингх, махараджа[англ.] (1746—1787)
  - Биласпур (Калур) — Деви Чанд, раджа (1738—1778)
  - Бунди — Умаид Сингх, раджа (1749—1770, 1773—1804)
  - Бхавнагар — Бхавсинхжи I Ратанджи, такур сахиб (1703—1764)
  - Бхаратпур — Сурадж Мал, махараджа (1755—1763)
  - Бхопал — Фаиз Мохаммад Хан, наваб (1742—1777)
  - Ванканер — Бхароджи Кесарисинхжи, махарана радж сахиб (1749—1784)
  - Гвалиор — 
    - Джанкоджи Шинде, махараджа (1759—1761)
    - Махаджи Шинде, махараджа (1761—1794)

  - Гондал — Кумбходжи II Халоджи, тхакур сахиб (1753—1790)
  - Гулер[англ.] — Говардхан Сингх, раджа[англ.] (1741—1773)
  - Даспалла[англ.] — Трилочан Део Бханж, раджа[англ.] (1753—1775)
  - Датия — Индражит Сингх, раджа (1733—1762)
  - Девас младшее[англ.] — Дживаджи Рао, раджа[англ.] (1728—1774)
  - Девас старшее[англ.] — Кришнаджи Рао I, раджа[англ.] (1754—1789)
  - Джайнтия[англ.] — Бар Госен, раджа[англ.] (1731—1770)
  - Джанжира — 
    - Ибрагим Хан I, вазир (1745—1757, 1757—1761)
    - Якут Хан, вазир (1761—1772)

  - Джайсалмер — Акхи Сингх, махараджа (1722—1762)
  - Джалавад (Дрангадхра) — Гайсинхжи II Раисинхжи, сахиб (1744—1782)
  - Дженкантал[англ.] — Трилочан Сингх, раджа[кат.] (1743—1785)
  - Джхабуа — Бахадур Сингх, раджа (1758—1770)
  - Джунагадх — Мухаммад Махабат Ханжи I, наваб (1758—1774)
  - Дхар — 
    - Джасвант I Павар, рана (1749—1761)
    - Ханде Павар, рана (1761—1782)

  - Дхолпур — Чхатар Сингх, рана (1757—1784)
  - Дунгарпур — Шив Сингх, махараджа (1730—1785)
  - Идар — Шив Сингх, раджа (1753—1791)
  - Индаур — Малхар I, махараджа (1734—1766)
  - Камбей — Найм ад-Доула Джафар Мумин II, наваб (1743—1784)
  - Караули — Тарсам Пал, махараджа (1757—1772)
  - Кач — Годжи II, раджа (1760—1778)
  - Келади[англ.] — Вираммажи, раджа[англ.] (1757—1763)
  - Кишангарх — Сардар Сингх, махараджа (1757—1766)
  - Кодагу (Коорг)[англ.] — Чикка Вираппа, раджа[англ.] (1736—1766)
  - Колхапур — междуцарствие (1760—1762)
  - Кота — Чхатар Сал Сингх I, махараджа (1757—1764)
  - Кочин — Керала Варма II, махараджа (1760—1775)
  - Куч-Бихар — Упендра Нарайян, раджа (1714—1763)
  - Ладакх — Цеванг Намгьял II, раджа[англ.] (1753—1782)
  - Лунавада[англ.] — Дип Сингх, рана[англ.] (1757—1782)
  - Майсур — Кришнараджа Водеяр II, махараджа (1734—1766)
  - Малеркотла — Джамаль Хан, наваб (1717—1762)
  - Манди — Шамшер Сен, раджа (1727—1781)
  - Манипур — Горисиам, раджа[англ.] (1756—1763)
  - Маратхская империя — Раджарам II, чхатрапати (император) (1749—1777)
  - Марвар (Джодхпур) — Рам Сингх, махараджа (1749—1751, 1753—1772)
  - Мевар (Удайпур) — 
    - Радж Сингх II, махарана (1754—1761)
    - Ари Сингх II, махарана (1761—1772)

  - Морви — Раваджи I Алияджи, сахиб (1739—1764)
  - Мудхол — Малоджирао III, раджа (1737—1805)
  - Наванагар — Лакхажи III Тамачи, джам (1743—1767)
  - Нагпур — Джаноджи, раджа (1755—1772)
  - Нарсингхгарх — Хуман Сингжи, раджа (1751—1766)
  - Орчха — Санвант Сингх, раджа (1752—1765)
  - Паланпур — Бахадур Хан, диван (1743—1768)
  - Панна — Хиндупат Сингх, раджа (1758—1777)
  - Порбандар — Сартанжи II Викматжи, рана (1757—1813)
  - Пратабгарх — Салим Сингх, махарават (1756—1774)
  - Пудуккоттай — Виджайя Рагхунатха Райя Тондемен I, раджа (1730—1769)
  - Раджгарх — Джагат Сингх, рават (1747—1775)
  - Раджпипла — Пратапсинхжи, махарана (1754—1764)
  - Радханпур — Джаван Мард Хан II, наваб (1753—1765)
  - Ратлам — Притхви Сингх, махараджа (1743—1773)
  - Рева — Ажит Сингх, раджа (1755—1809)
  - Рохилкханд — Саадулла Хан, наваб (1754—1764)
  - Савантвади — Кхем Савант Бхонсле III, раджа (1755—1803)
  - Саилана — Джасвант Сингх, раджа (1757—1772)
  - Самбалпур[англ.] — Абхай Сингх, раджа[англ.] (1732—1778)
  - Сирмур — Кират Пракаш, махараджа (1754—1770)
  - Сирохи — Притхви Сингх, раджа (1749—1773)
  - Ситамау — Фатех Сингх, раджа (1752—1802)
  - Сонепур — Дивья Сингх Део, раджа (1725—1766)
  - Сукет — Бхикам Сен, раджа (1748—1762)
  - Танджавур — Пратап Сингх, раджа (1739—1763)
  - Траванкор — Картхика Тхирунал Рама Варма I (Дхарма Раджа), махараджа (1758—1798)
  - Трипура — Кришна Маникья, раджа[англ.] (1760—1783)
  - Хайдарабад — Салабат Джанг, низам (1751—1762)
  - Хиндол[англ.] — Дамодар Сингх Нарендра, раджа[англ.] (1733—1770)
  - Чамба — Умед Сингх, раджа (1748—1764)
  - Читрадурга[англ.] — Мадакари Найяка V, найяк[англ.] (1754—1779)
  - Шахпура — Умаид Сингх I, раджа (1729—1769)
- Индонезия —
  - Аче — Махмуд Шах I, султан (1760—1764, 1765—1773, 1773—1781)
  - Бантам — Ариф Зейнул Асикин аль-Кадири, султан[англ.] (1753—1773)
  - Бачан — Мухаммад Сахаддин, султан[англ.] (1741—1780)
  - Дели — 
    - Пасутан, туанку (1728—1761)
    - Гандар Вахид, туанку (1761—1805)

  - Джокьякарта — Хаменгкубувоно I, султан (1755—1792)
  - Мангкунегаран — Мангкунегара I, султан (1757—1796)
  - Сиак — Абдул Джалил Рахмад Шах II, султан (1746—1765)
  - Сулу — Бантилан Муиззуд-Дин, султан[англ.] (1748—1763)
  - Суракарта — Пакубовоно III, сусухунан (1749—1788)
  - Тернате — Сиах Мардан, султан (1755—1763)
  - Тидоре — Мухаммад Масуд Джамалуддин, султан[англ.] (1757—1779)
- Иран  — 
  - Шахрох, шахиншах (в Хорасане) (1748—1749, 1750—1796)
  - Керим-хан, вакиль од-Дауля (1751—1779)
- Йемен — 
  - Аудхали — Хасан бин Хади, |султан (ок. 1750 — ок. 1780)
  - Вахиди — Хасан бин Хади, султан (1706—1766)
  - Верхняя Яфа — Салих I бин Ахмад ибн Хархара, султан (ок. 1750 — ок. 1780)
  - Катири — Ахмад ибн Амр аль-Катир, султан (1760—1800)
  - Лахедж — Абд аль-Хади ибн Абд аль-Карим, султан (1753—1777)
  - Махра — Афрар аль-Махри, султан (ок. 1750 — ок. 1780)
  - Нижняя Яфа — Галиб ибн Маауда, султан (ок. 1760 — ок.1780)
  - Фадли — Ахмад II бин Абдаллах I, султан (ок. 1760 — ок. 1789)
- Казахское ханство — 
  - Младший жуз — Нуралы, хан (1748—1786)
  - Средний жуз — Абилмамбет, хан (1734—1771)
- Казикумухское ханство — Мухаммад, хан (1743—1789)
- Камбоджа — Утай II, король[англ.] (1758—1775)
- Канди — Кирти Шри Раджасинха, царь[англ.] (1747—1782)
- Китай (Империя Цин)  — Цяньлун (Хунли), император[англ.] (1735—1796)
- Лаос  — 
  - Вьентьян  — Онг Лонг, король (1730—1767)
  - Луангпхабанг  — Сотика-Коумане, король (1749—1768)
  - Пхуан  — Онг Ло, король (1751—1779)
  - Тямпасак  — Саякумане, король (1737—1791)
- Малайзия — 
  - Джохор — 
    - Абдул Джалил Муаззам Шах, Султан[англ.] (1760—1761)
    - Ахмад Рийят Шах, Султан[англ.] (1761—1770)

  - Кедах — Мухаммад Жива Зайнал Адилин II, султан[англ.] (1710—1778)
  - Келантан — Лонг Мухаммад, раджа[англ.] (1758—1763)
  - Паттани — Лонг Нух, раджа (1749—1771)
  - Перак — Искандар Зулькарнаин, султан (1752—1765)
  - Селангор — Салехуддин, султан (1742—1778)
  - Тренгану — Мансур Шах I, султан (1733—1793)
- Мальдивы — Хасан Изз уд-дин, султан (1759—1766)
- Мьянма — 
  - Ванмо[англ.] — Тунг Нгаи II, саофа[англ.] (1742—1770)
  - Йонгве[англ.] — 
    - Йот Хкам, Саофа[англ.] (1758—1761)
    - Хпонг Хпа Ка-са, Саофа[англ.] (1761—1762)

  - Кенгтунг[англ.] — Монг Хсам, саофа[англ.] (1742—1787)
  - Конбаун — Наундоджи, царь  (1760—1763)
  - Локсок (Ятсок)[англ.] — Маунг Ги, саофа[англ.] (1760—1763)
  - Могаун[англ.] — Хо Кам, саофа[англ.]  (1748—1765)
  - Сенви[англ.] — 
    - междуцарствие (1751—1761)
    - Хкун Хсенг Аунг Тун, саофа[англ.] (1761—1767)

  - Аракан (Мьяу-У) — 
    - Нара Апайя, царь[англ.] (1743—1761)
    - Тхиритху, царь[англ.] (1761—1762)
- Непал —
  - Бхактапур — Ранажит Малла, раджа[англ.] (1722—1769)
  - Горкха — Притхви Нараян, махараджадхираджа (1743—1768)
  - Катманду (Кантипур) — Джайя Пракаш Малла, раджа[англ.] (1736—1746, 1750—1768)
  - Лалитпур — Джайя Пракаш Малла, раджа[англ.] (1760—1761, 1763—1764)
- Оман — Ахмед ибн Саид, имам (1744—1783)
- Османская империя — Мустафа III, султан (1757—1774)
- Пакистан — 
  - Бахавалпур — Мухаммад Мубарак Хан II, наваб (1750—1772)
  - Калат — Хусейн Насир I, хан (1749—1794)
  - Лас Бела — Али I, хан (1742—1765)
  - Синд (династия Калхара) — Миан Гулам Шах, худа хан[англ.] (1757—1772)
  - Харан — Десконегутс, мир (1759—1796)
  - Хунза[англ.] — Шах Кисро Хан, мир[англ.] (ок. 1750—1790)
  - Читрал — 
    - Шах Наваз, мехтар (1757—1761)
    - Шах Хайрулла, мехтар (1761—1788)
- Рюкю — Сё Боку, ван (1752—1794)
- Сикким — Пунцог Намгьял I, чогьял (1733—1780)
- Таиланд — 
  - Аютия — Экатхат, король (1758—1767)
  - Ланнатай — 
    - Онг Чан, король[англ.] (1759—1761)
    - Кхихут, король[англ.] (1761—1763)
- Тибет — междуцарствие (1757—1762)
- Узбекистан — 
  - Бухарское ханство — Абулгази, хан (1754—1756, 1758—1785)
  - Кокандское ханство — Ирдана, хан (1751—1752, 1753—1762)
  - Хивинское ханство (Хорезм) — Тимур Гази, хан (1757—1763)
- Филиппины — 
  - Магинданао — Пахар ад-Дин, султан (1755—1780)
- Чосон  — Ёнджо, ван (1724—1776)
- Япония — 
  - Момодзоно (Тохито), император (1747—1762)
  - Токугава Иэхару, сёгун (1760—1786)

## Америка
- Новая Гранада — 
  - Хосе Солис Фолч де Кардона, вице-король (1753—1761)
  - Педро Мессия де ла Серда, вице-король (1761—1772)
- Новая Испания — Хоакин Хуан де Монтсеррат-и-Круильес, вице-король (1760—1766)
- Перу — 
  - Хосе Антонио Мансо де Веласко, вице-король (1745—1761)
  - Мануэль де Амат-и-Хуньент, вице-король (1761—1776)

## Африка
- Аусса — Кадхафо Махаммад ибн Кадхафо, султан (1749—1779)
- Ашанти — Отумфуо Нана Куси Обоадум, ашантихене (1750—1764)
- Багирми — Хаджи Мохаммед аль-Амин, султан (1751—1785)
- Бамбара (империя Сегу) — Каниуба Ниума Барри, битон (1760—1763)
- Бамум — Мбуомбуо, мфон (султан)[англ.] (1757—1814)
- Бени-Аббас[англ.] — эль-Хадж бен Бузид Мокрани, султан[фр.] (1735—1783)
- Бенинское царство — Акенгбуда, оба[англ.] (1750—1804)
- Борну — Али IV, маи[нем.] (1747—1792)
- Буганда — Кьябаггу, кабака (ок. 1750 — ок. 1780)
- Буньоро — Духага, омукама (1731— ок.1782)
- Бурунди — Мутага III Сеньямвиза, мвами (король) (1739—1767)
- Бусса[англ.] — Кигера I дан Кисеру Броди, киб (1750—1766)
- Ваало[англ.] — Нжак Ксюри Йоп, король (1736—1780)
- Варсангали[англ.] — Али, султан[кат.] (1750—1789)
- Вогодого — Саага I, нааба (ок. 1740 — 1783)
- Волаитта (Велайта)[нем.] — Огатто, каво[англ.] (1761—1800)
- Гаро (Боша) — Габито, тато[англ.] (ок. 1760 — ок. 1780)
- Гвирико[англ.] — Маган Вуле Уаттара, царь[англ.] (1749—1809)
- Дагомея — Тегбесу, ахосу (1740—1774)
- Дамагарам — Танимун Бабами, султан (1757—1775)
- Дарфур — Мухаммад II Тайраб ибн Ахмад Бакр, султан (1756—1785)
- Денди[англ.] — Самсу-Бери, аскья[англ.] (1761—1779)
- Денкира[англ.] — Амоако Атта Кума, денкирахене[англ.] (1725—1770)
- Джолоф — Бакаа-Там Бури-Ньябу, буур-ба[англ.] (1755—1763)
- Имерина — Андриамбеломасина, король[англ.] (1730—1770)
- Кайор — Иса Биге, дамель (1748—1749, 1758—1759, 1760—1763)
- Кано[англ.] — Яджи II, султан[англ.] (1753—1768)
- Каффа — Галли Гаотшо, царь (1742—1775)
- Койя — Наимбанна II, обаи (1720—1793)
- Конг — Мори Уаттара, фама (1756—1762)
- Конго — Антониу II, маниконго[англ.] (1760—1762)
- Лунда — Муказ Варананконг, муата ямво (ок. 1750— ок. 1767)
- Мандара — Т’Ксе Блди, султан (1757—1773)
- Марокко — Мохаммед III бен Абдалла, султан (1757—1790)
- Массина — 
  - Гидадо, ардо (1706—1761)
  - Хаммади V, ардо (1761—1780)
- Матамба и Ндонго[англ.] — Ана III, королева[англ.] (1758—1767)
- Нри[англ.] — Эвенетем, эзе[англ.] (1724—1794)
- Руанда — Юхи IV Гахиндиро, мвами (1746—1802)
- Салум — Мбанье Диогоп Ндиайе Мбоди, маад (1760—1767)
- Свазиленд (Эватини) — Нгване III, нгвеньяма (король) (1745—1780)
- Сеннар — Бади IV (Абу Шеллук), мек (1724—1762)
- Твифо-Хеман (Акваму)[англ.] — Дарко Яв Паньин, аквамухене (1747—1781)
- Трарза — Али Кури ульд Амар, эмир (1759—1786)
- Тунис — Али II ибн Хусейн, бей (1759—1782)
- Харар[англ.] — Ахмад ибн Абубакар, эмир[англ.] (1755—1782)
- Эфиопия — Йоас I (Адьям Сагад), император (1755—1769)

## Европа
- Андорра —
  - Людовик XV, король Франции, князь-соправитель (1715—1774)
  - Франсеск Хозеп Каталан де Окон, епископ Урхельский, князь-соправитель (1757—1762)
- Валахия — 
  - Скарлат I Гика, господарь (1758—1761, 1765—1766)
  - Константин III Маврокордат, господарь (1730, 1731—1733, 1735—1741, 1744—1748, 1756—1758, 1761—1763)
- Великобритания и Ирландия — 
  - Георг III, король (1760—1820)
  - Томас Пелэм-Холлс, премьер-министр (1754—1756, 1757—1762)
- Венгрия — Мария Терезия, королева (1740—1780)
- Дания — Фредерик V, король (1746—1766)
- Испания — Карл III, король (1759—1788)
- Италия —
  - Венецианская республика — Франческо Лоредан, дож (1752—1762)
  - Генуэзская республика — Аугусто Ломеллини, дож (1760—1762)
  - Масса и Каррара — Мария Тереза, княгиня (1731—1790)
  - Модена и Реджо — Франческо III д’Эсте, герцог (1737—1780)
  - Неаполитанское королевство — Фердинанд IV, король (1759—1799, 1799—1806, 1815—1816)
  - Пармское герцогство — Филипп I Бурбон, герцог (1748—1765)
  - Пьомбино — Гаэтано Бонкомпаньи-Людовизи, князь (1745—1777)
  - Сардинское королевство — Карл Эммануил III, король (1730—1773)
  - Сицилия — Фердинанд III, король (1759—1816)
  - Тосканское герцогство — Франческо II (Франц I Стефан Лотарингский), великий герцог (1737—1765)
- Калмыцкое ханство — 
  - Дондук-Даши, хан (1741—1761)
  - Убаши, хан (1761—1771)
- Крымское ханство — Кырым Герай, хан (1758—1764, 1768—1769)
- Молдавское княжество — 
  - Иоанн Теодор Каллимаки, господарь (1758—1761)
  - Григорий Каллимаки, господарь (1761—1764, 1767—1769)
- Монако — Оноре III, князь (1733—1793)
- Нидерланды (Республика Соединённых провинций) —
  - Вильгельм V Оранский, штатгальтер (1751—1795)
  - Питер Стейн[англ.], великий пенсионарий[англ.] (1749—1772)
- Норвегия — Фредерик V, король (1746—1766)
- Папская область — Климент XIII, папа (1758—1769)
- Португалия — Жозе I Реформатор, король (1750—1777)
- Пруссия — Фридрих II Великий, король, курфюрст Бранденбургский (1740—1786)
  - Олесницкое княжество (герцогство Эльс) — Карл Кристиан Эрдман, князь (1744—1792)
- Речь Посполитая — Август III, король Польши и великий князь Литовский (1734—1763)
  -  Курляндия и Семигалия — Карл Саксонский, герцог (1758/1759—1763)
- Российская империя — Елизавета, императрица (1741—1762)
- Священная Римская империя — Франц I Стефан, император (1745—1765)
  - Австрия — Мария Терезия, эрцгерцогиня (1740—1780)
  - Ангальт —
    - Ангальт-Бернбург — Виктор II Фридрих, князь (1721—1765)
    - Ангальт-Бернбург-Шаумбург-Хойм — Виктор I Амадей Адольф, князь[англ.] (1727—1772)
    - Ангальт-Дессау — Леопольд III, князь (1751—1817)
    - Ангальт-Кётен — Карл Георг Лебрехт, князь (1755—1789)
    - Ангальт-Цербст — Фридрих Август, князькнязь (1747—1793)

  - Ансбах — Карл Александр, маркграф (1757—1791)
  - Бавария — Максимилиан III, курфюрст (1745—1777)
  - Баден —
    - Баден-Баден — 
      - Людвиг Георг, маркграф (1707—1761)
      - Август Георг, маркграф (1761—1771)

    - Баден-Дурлах — Карл Фридрих Баденский, маркграф (1738—1771)

  - Байрет (Кульмбах) — Фридрих III, маркграф (1735—1763)
  - Брауншвейг-Вольфенбюттель — Карл I, герцог (1735—1780)
    - Брауншвейг-Вольфенбюттель-Беверн — 
      - Август Вильгельм, герцог (1746—1781)
      - Фридрих Карл, герцог (1746—1809)

  - Вальдек-Пирмонт — Карл Август, князь (1728—1763)
  - Вюртемберг — Карл Евгений, герцог (1737—1793)
  - Ганноверское курфюршество (Брауншвейг-Люнебург) — Георг III, курфюрст (1760—1814)
  - Гессен —
    - Гессен-Гомбург — Фридрих V, ландграф (1751—1820)
    - Гессен-Дармштадт — Людвиг VIII, ландграф (1739—1768)
    - Гессен-Кассель — Фридрих II, ландграф (1760—1785)
    - Гессен-Ротенбург — Константин, ландграф (1749—1778)
    - Гессен-Филипсталь — Карл I, ландграф (1721—1770)
      - Гессен-Филипсталь-Бархфельд — 
        - Вильгельм, ландграф (1721—1761)
        - Фридрих, ландграф (1761—1777)

  - Гогенцоллерн-Гехинген — Иосиф Фридрих Вильгельм, князь (1750—1798)
  - Гогенцоллерн-Зигмаринген — Иосиф, князь (1715—1769)
  - Гогенцоллерн-Хайгерлох — Франц Антон Кристоф, граф (1750—1767)
  - Гольштейн-Готторп — Карл Петер Ульрих, герцог (1739—1762)
  - Кёльнское курфюршество — 
    - Клеменс Август Баварский, курфюрст (1723—1761)
    - Максимилиан Фридрих фон Кенигсег-Ротенфельс, курфюрст (1761—1784)

  - Лихтенштейн — Йозеф Венцель I, князь (1712—1718, 1748—1772)
  - Лотарингия — Станислав Лещинский, герцог (1737—1766)
  - Майнцское курфюршество — Иоганн Фридрих Карл фон Остейн, курфюрст (1743—1763)
  - Мекленбург —
    - Мекленбург-Стрелиц — Адольф Фридрих IV, герцог (1752—1794)
    - Мекленбург-Шверин — Фридрих, герцог (1756—1785)

  - Нассау —
    - Нассау-Вейльбург — Карл Кристиан, князь (1753—1788)
    - Нассау-Саарбрюккен — Вильгельм Генрих, граф (1735—1768)
    - Нассау-Узинген — Карл, князь (1718—1775)
    - Оранж-Нассау[англ.] — Вильгельм V Оранский, князь[англ.] (1751—1806)

  - Пфальц — Карл IV Теодор, курфюрст (1742—1799)
    - Пфальц-Биркенфельд-Гельнхаузен[англ.] — Иоганн, пфальцграф[англ.] (1739—1780)
    - Пфальц-Цвейбрюккен — Кристиан IV, пфальцграф (1735—1775)

  - Саксония — Фридрих Август II, курфюрст (1733—1763)
    - Саксен-Веймар — Карл Август, герцог (1758—1809)
    - Саксен-Гильдбурггаузен — Эрнст Фридрих III, герцог (1745—1780)
    - Саксен-Гота-Альтенбург — Фридрих III, герцог (1732—1772)
    - Саксен-Кобург-Заальфельд — Франц Иосия, герцог (1745—1764)
    - Саксен-Мейнинген — Антон Ульрих, герцог (1706—1763)
    - Саксен-Эйзенах — Карл Август, герцог (1758—1809)

  - Трирское курфюршество — Иоганн Филипп фон Вальдердорф, курфюрст (1756—1768)
  - Чехия — Мария Терезия, королева (1740—1741, 1743—1780)
  - Шаумбург-Липпе — Вильгельм, граф (1748—1777)
  - Шварцбург-Зондерсгаузен — Кристиан Гюнтер III, князь (1758—1794)
  - Шварцбург-Рудольштадт — Иоганн Фридрих, князь (1744—1767)
- Франция — Людовик XV, король (1715—1774)
- Швеция — Адольф Фредрик, король (1751—1771)

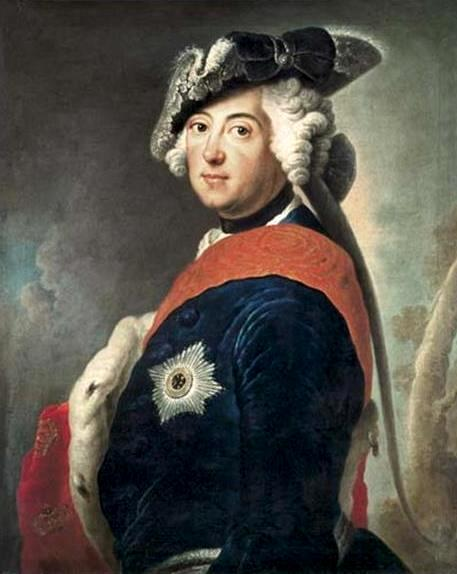
Фридрих II Великий 1740-1786 Король Пруссии и курфюрст Бранденбургский
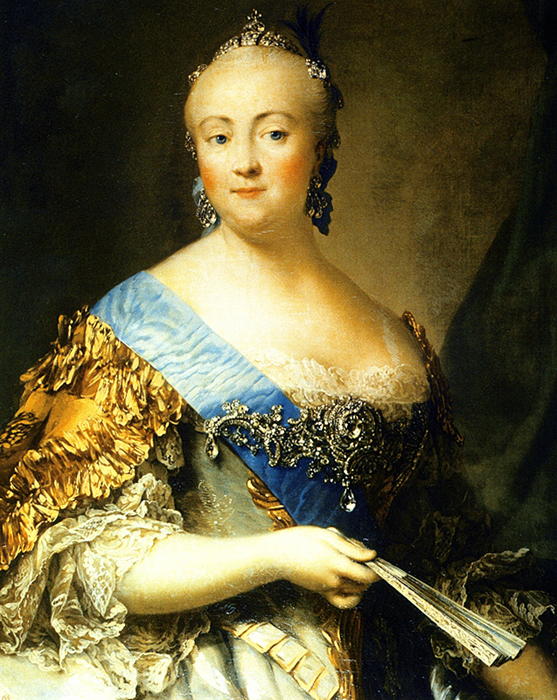
Елизавета 1741-1762 Императрица Всероссийская
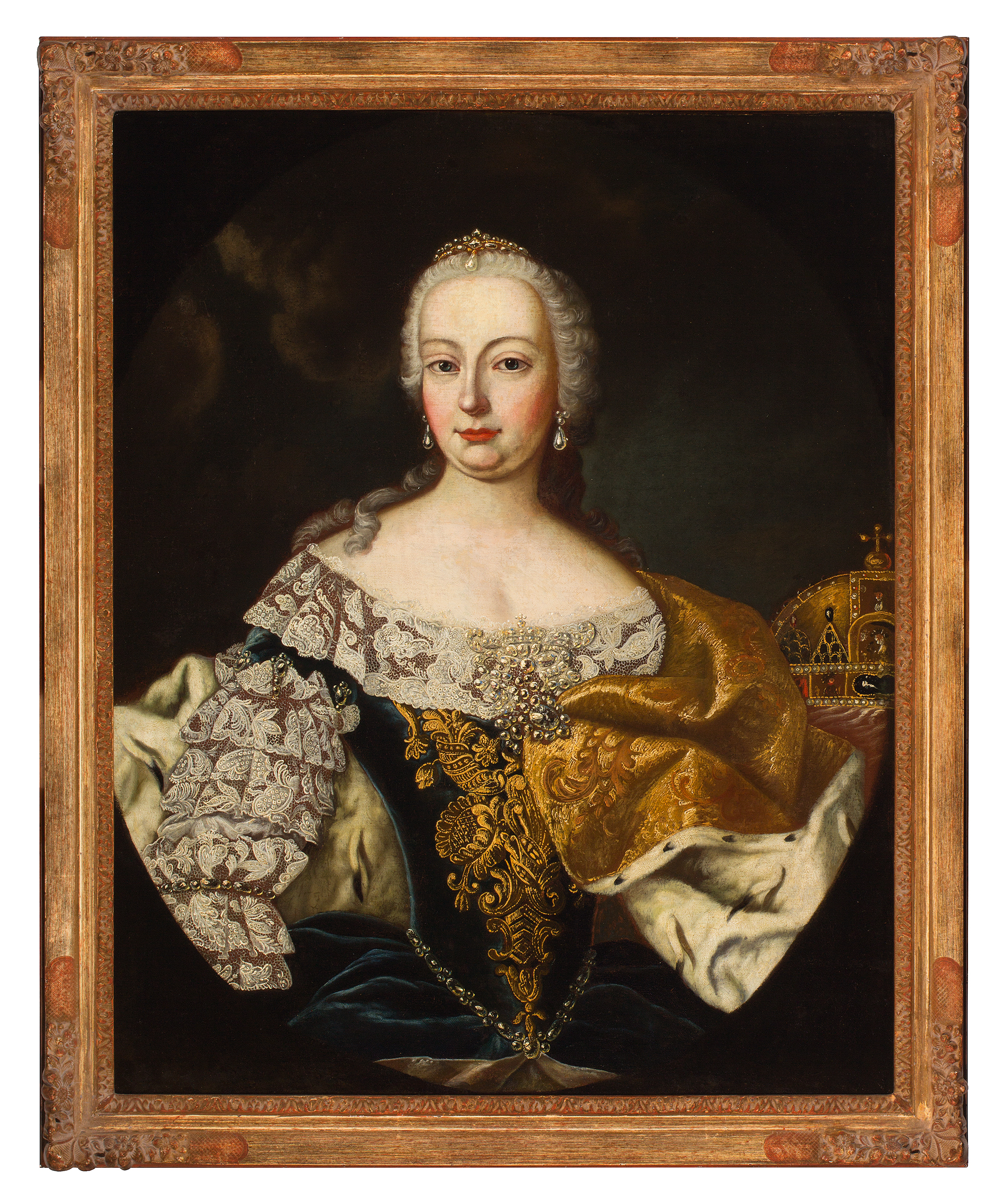
Мария Терезия 1740-1780 Королева Венгрии и Чехии, эрцгерцогиня Австрии
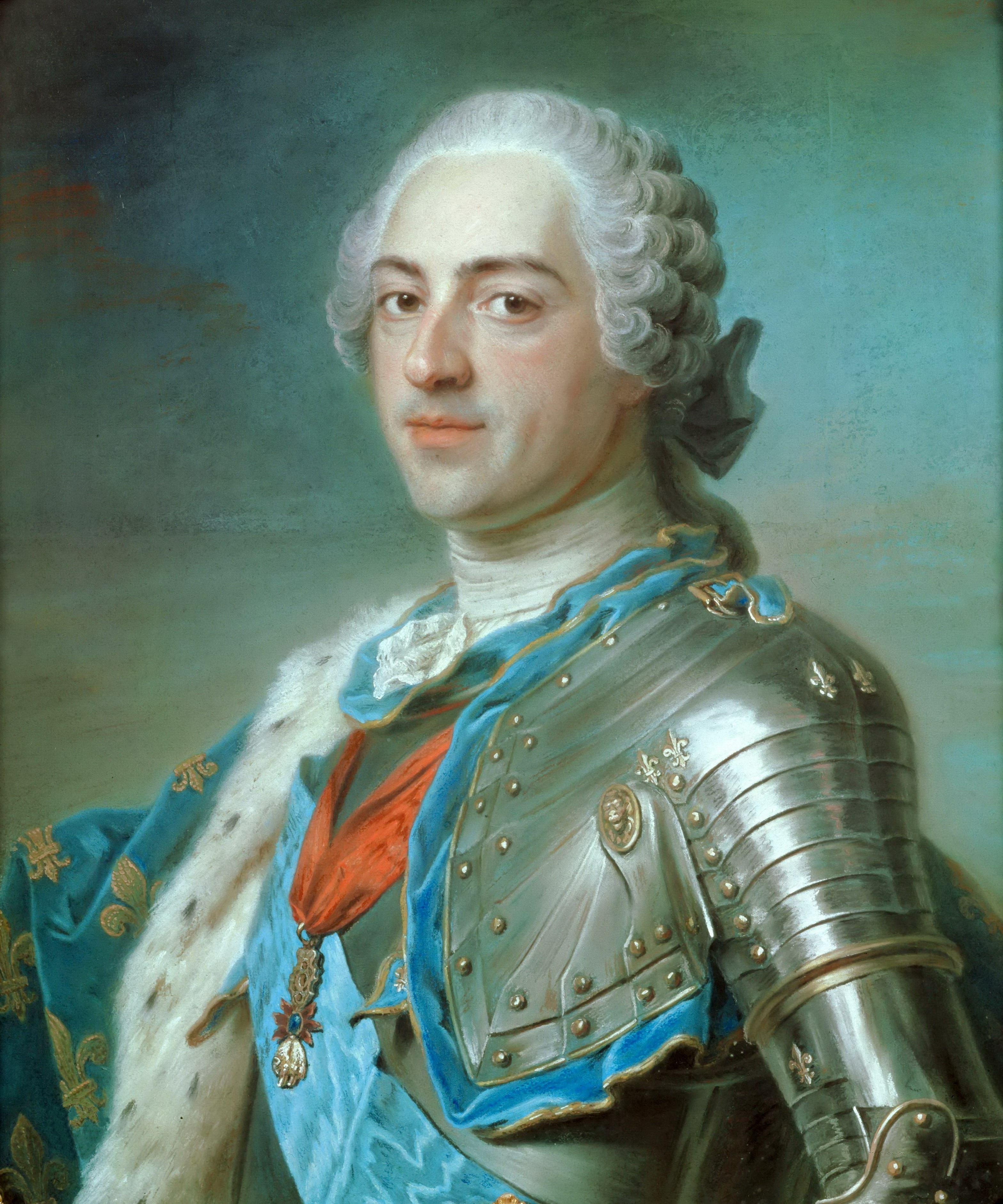
Людовик XV 1715-1774 Король Франции и Наварры
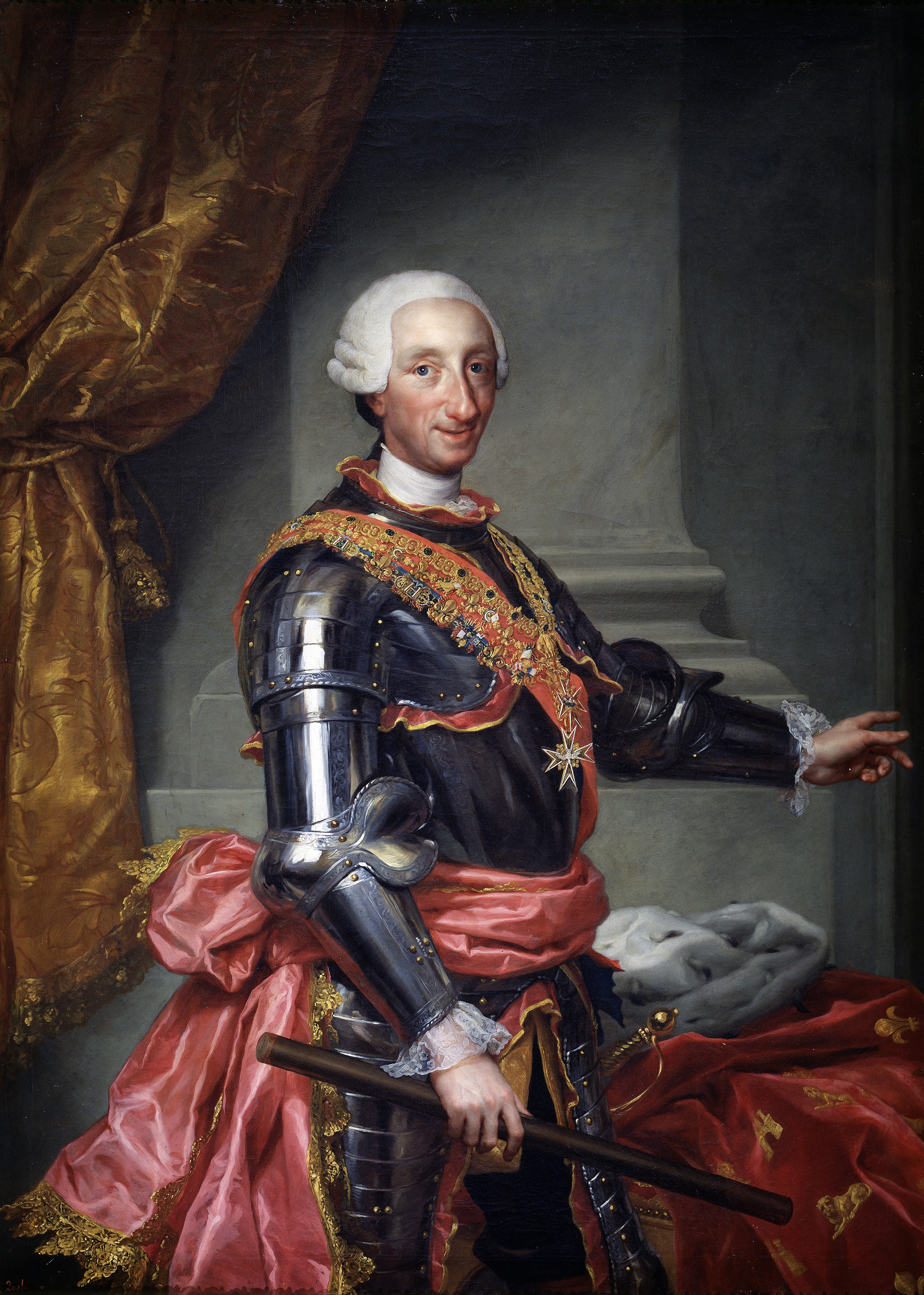
Карл III 1759-1788 Король Испании
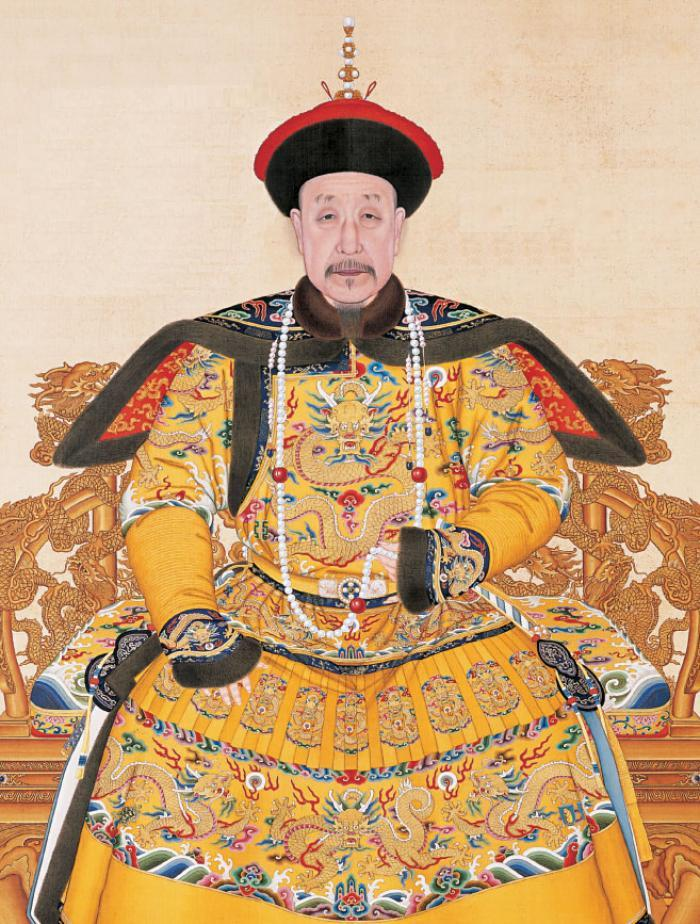
Хунли (Цяньлун) 1735-1796 Император Китая (Цин)
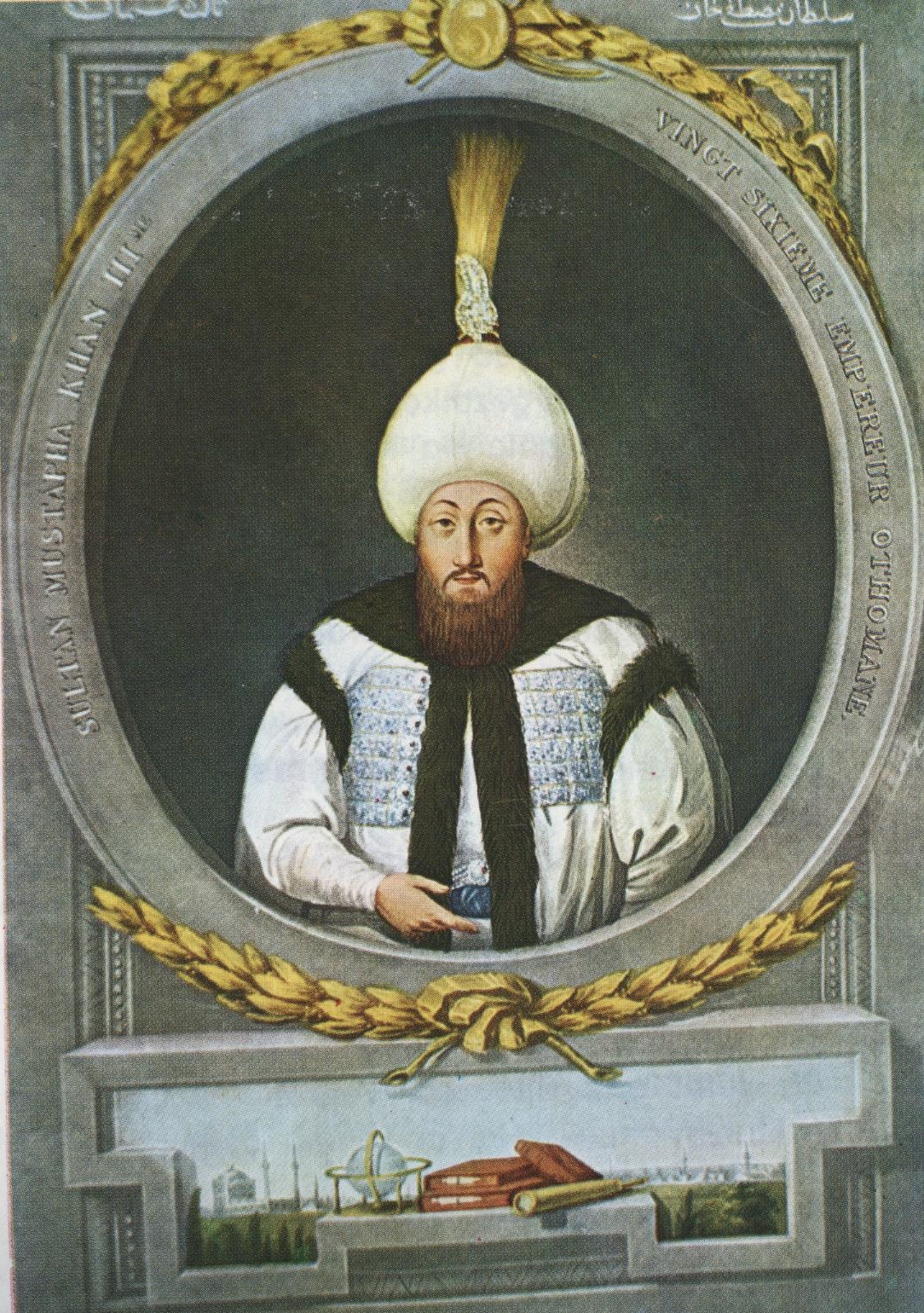
Мустафа III 1757-1774 Османский султан
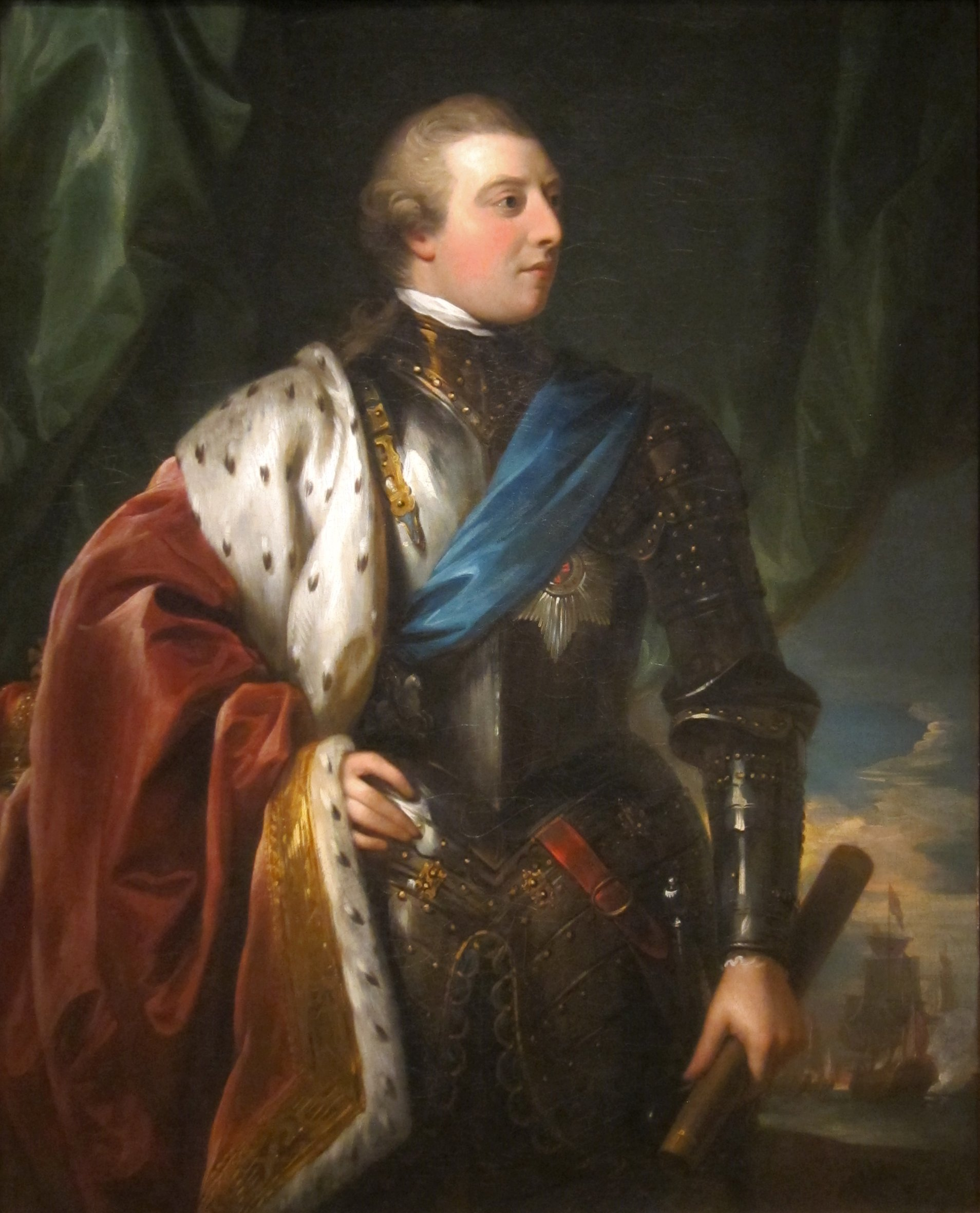
Георг III 1760-1820 Король Великобритании  и курфюрст Ганноверский
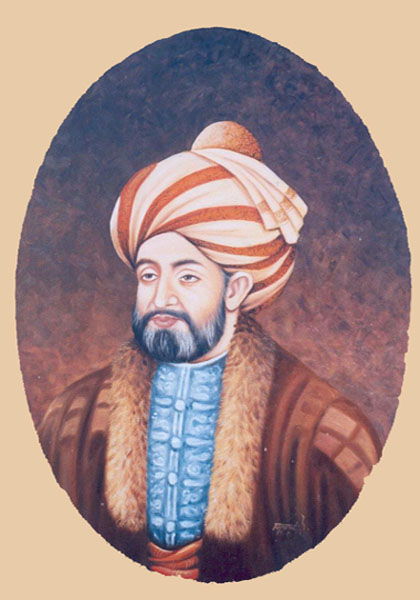
Ахмад-шах Дуррани 1747-1772 Шах Дурранийской империи
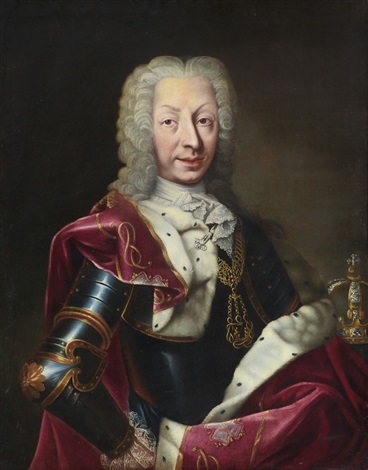
Карл Эммануил III 1730-1773 Король Сардинии
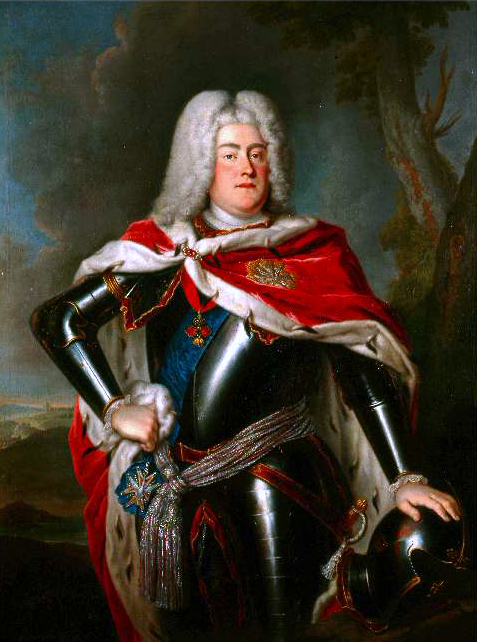
Август III 1734-1763 Король Польши, великий князь Литовский, курфюрст Саксонии
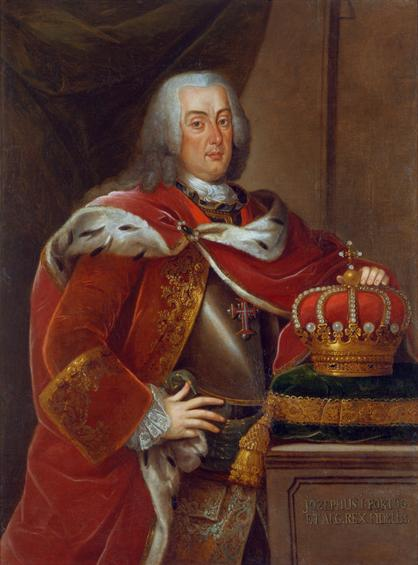
Жозе I Реформатор 1750-1777 Король Португалии
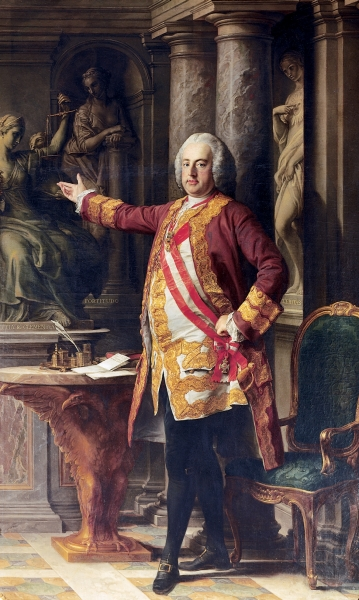
Франц I Стефан 1745-1765 Император Священной Римской империи, великий герцог Тосканский
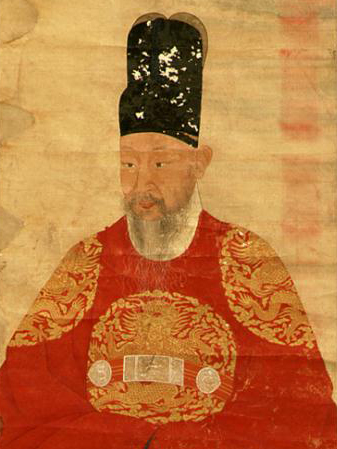
Ёнджо 1724-1776 Ван Чосона
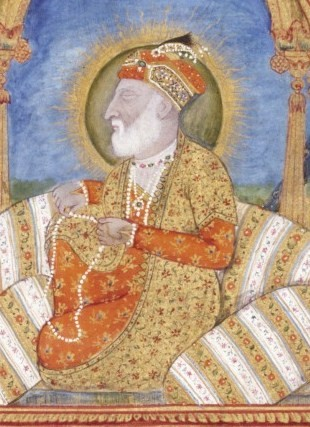
Шах Алам II 1759-1806 Падишах империи Великих Моголов
Фредерик V 1746-1766 Король Дании и Норвегии
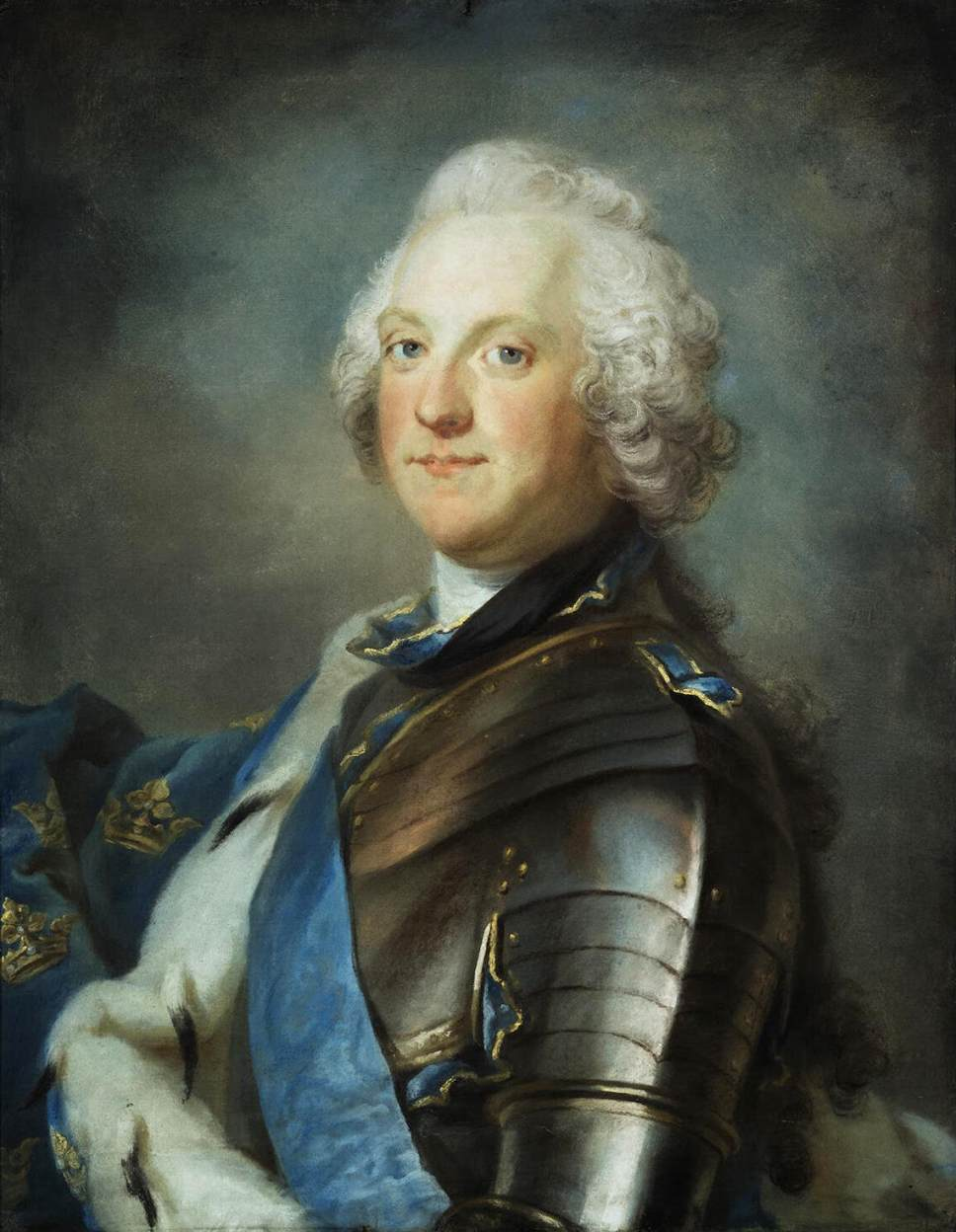
Адольф Фредерик 1751-1771 Король Швеции
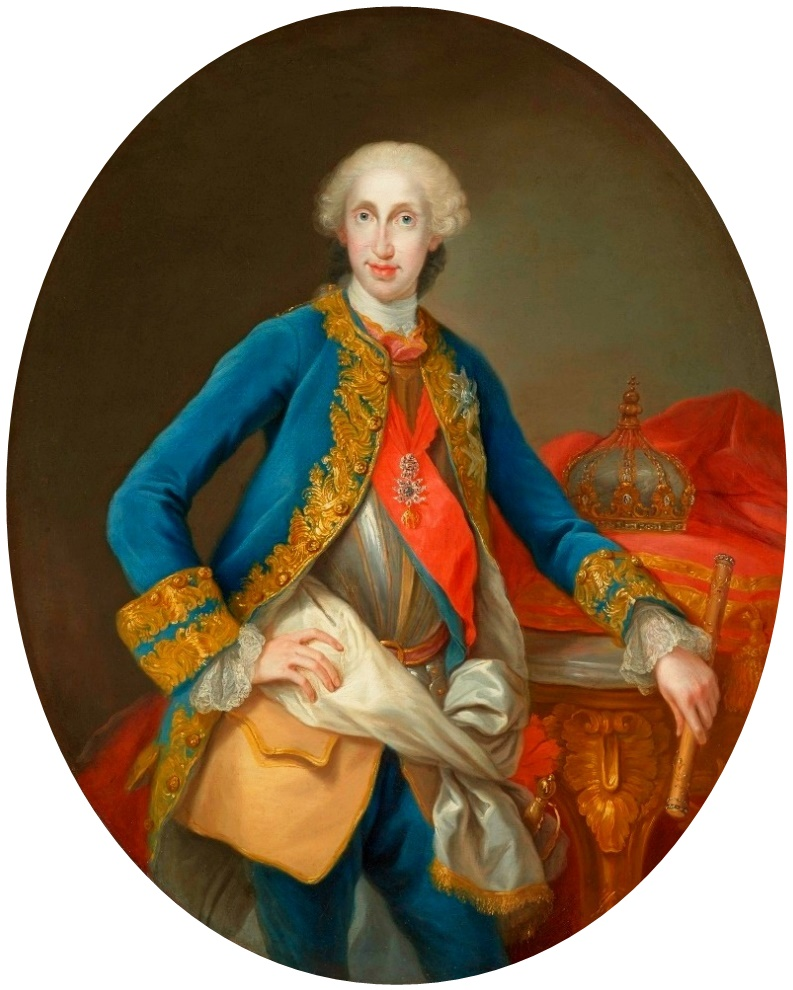
Фердинанд III (IV) 1759-1799 Король Неаполя и Сицилии
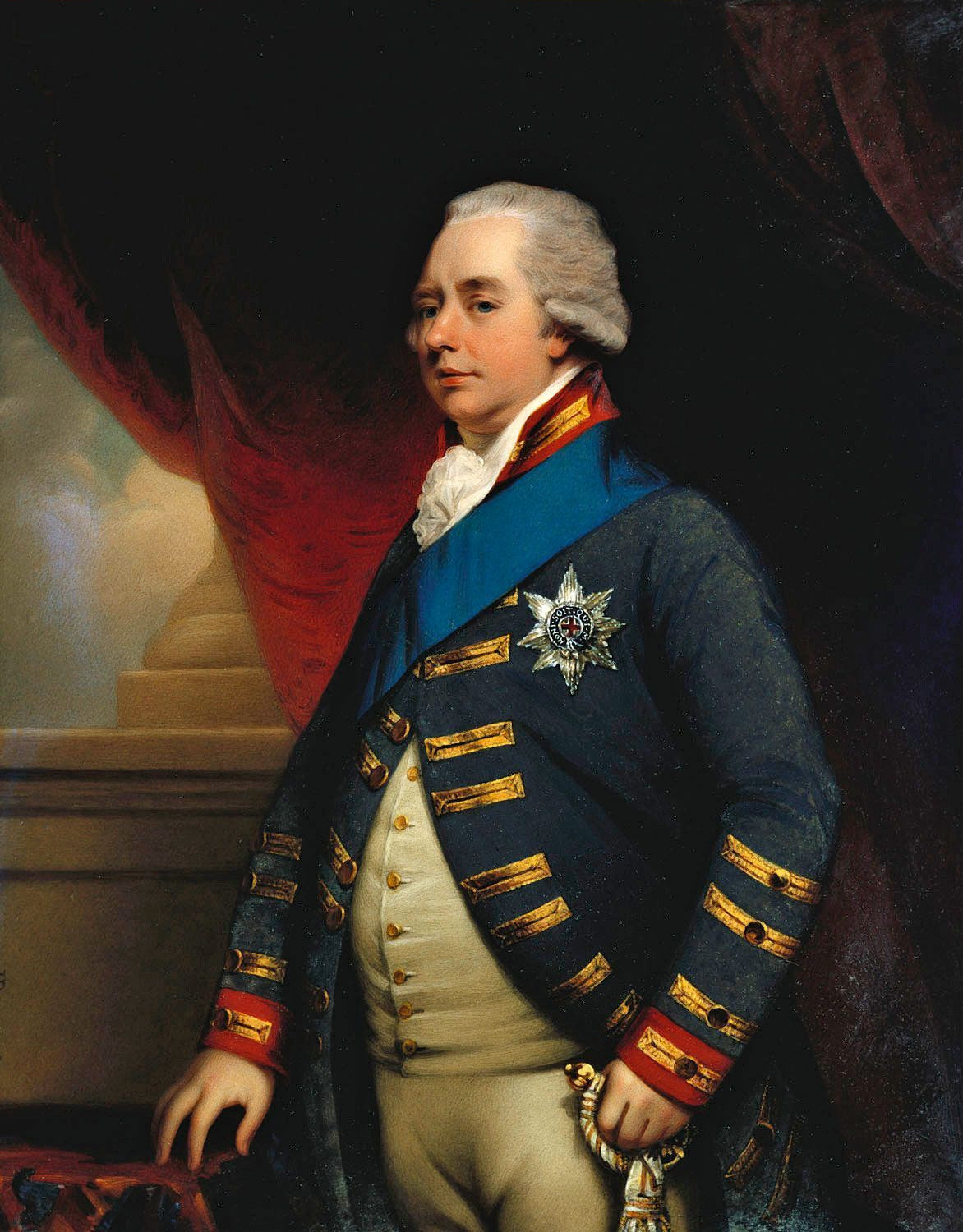
Вильгельм V Оранский 1751-1795 Штатгальтер Нидерландов
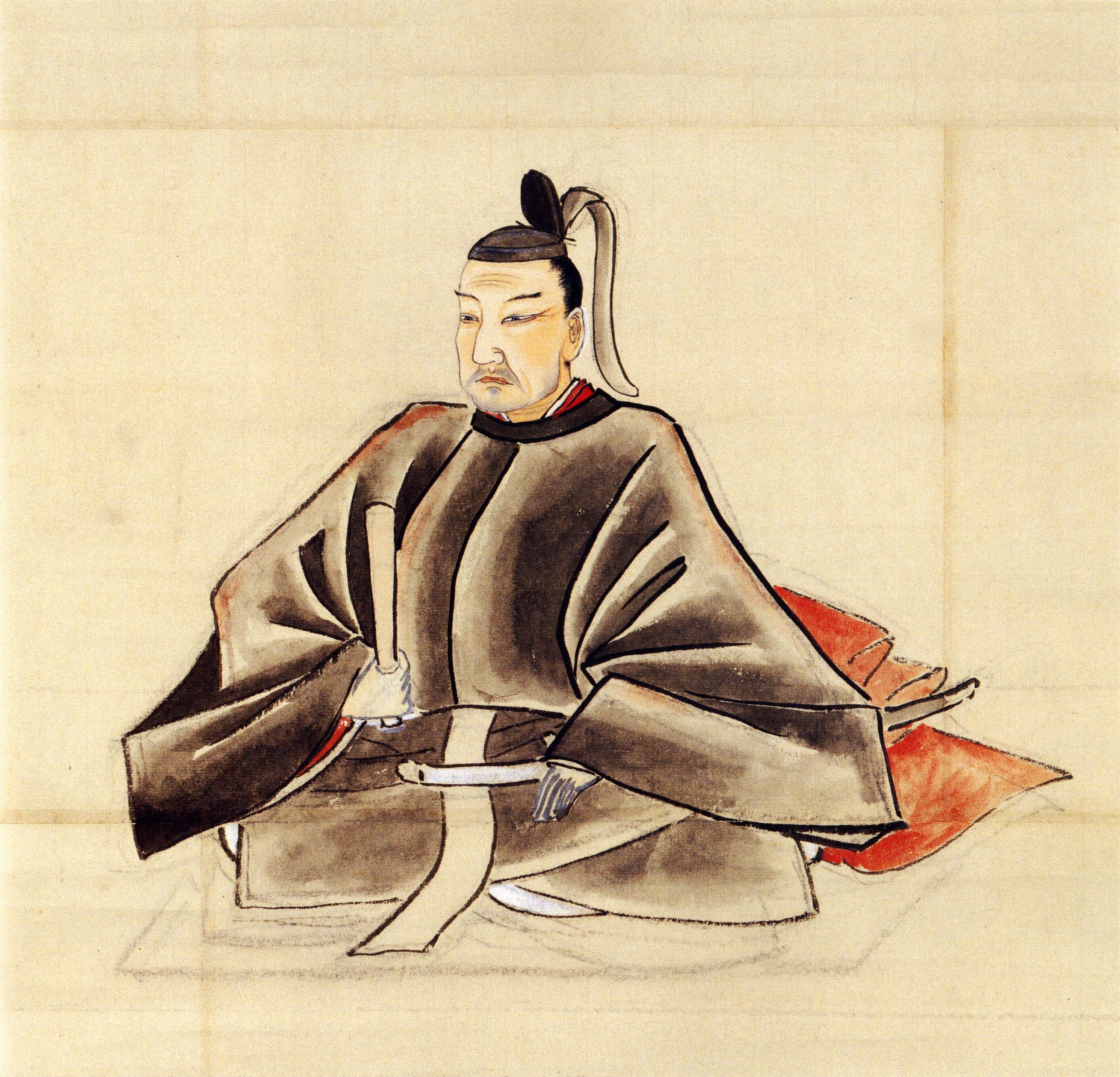
Токугава Иэхару 1760-1786 Сёгун Японии
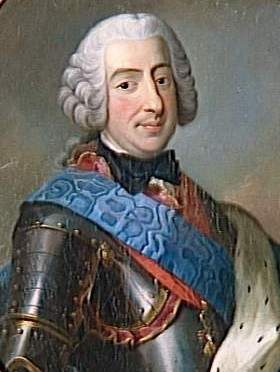
Франческо III д’Эсте 1737-1780 Герцог Модены и Реджо
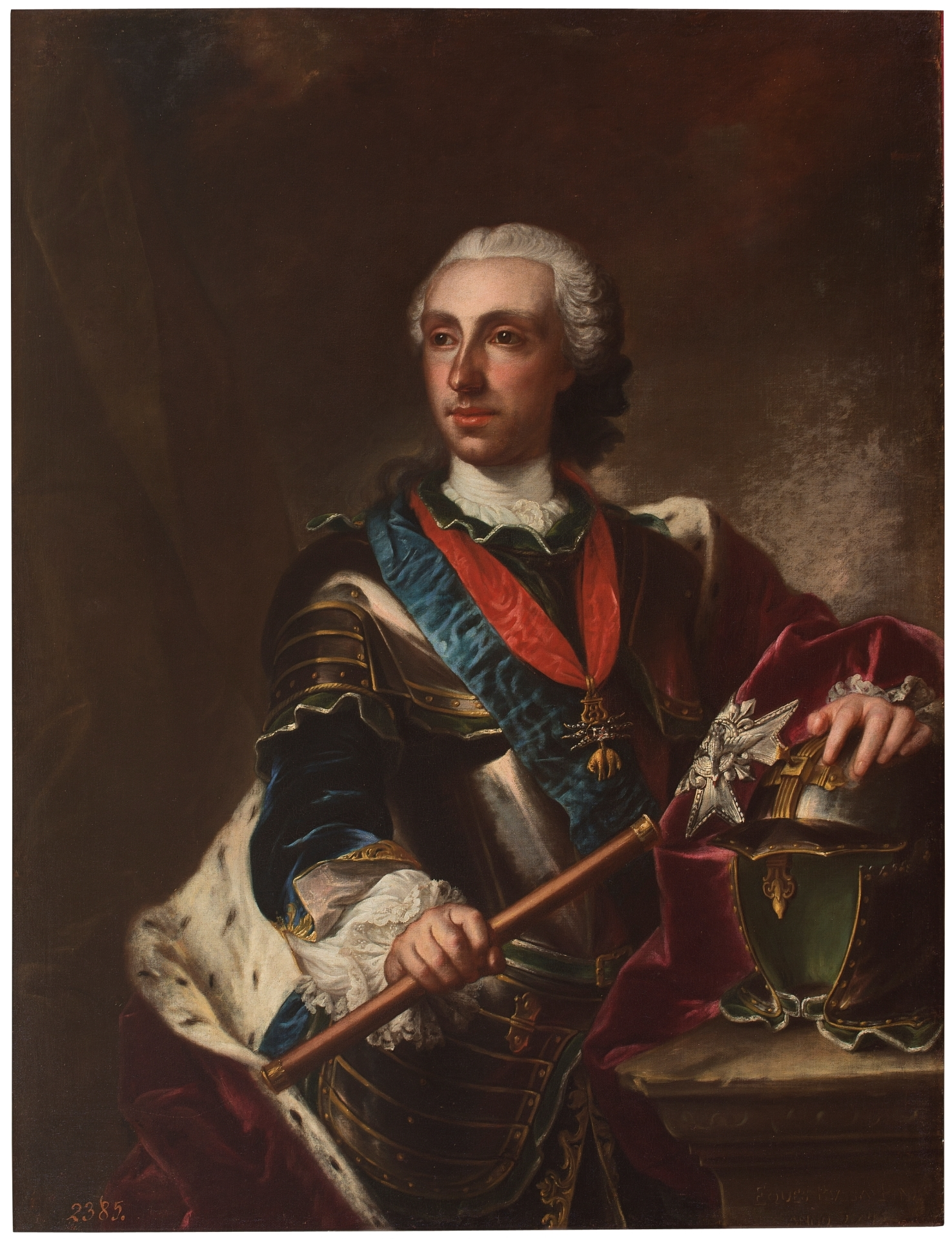
Филипп I 1748-1765 Герцог Пармский
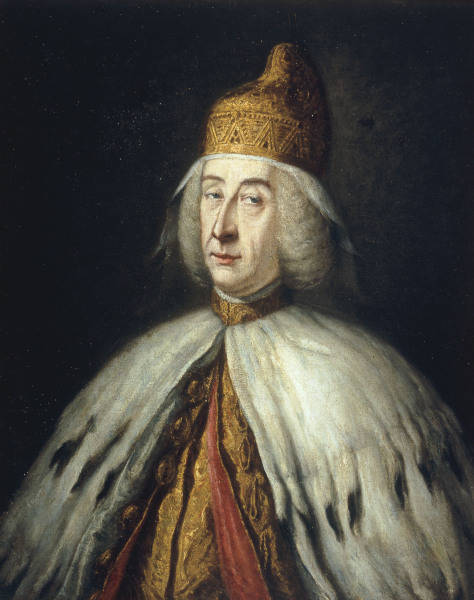
Франческо Лоредан 1752-1762 Дож Венеции
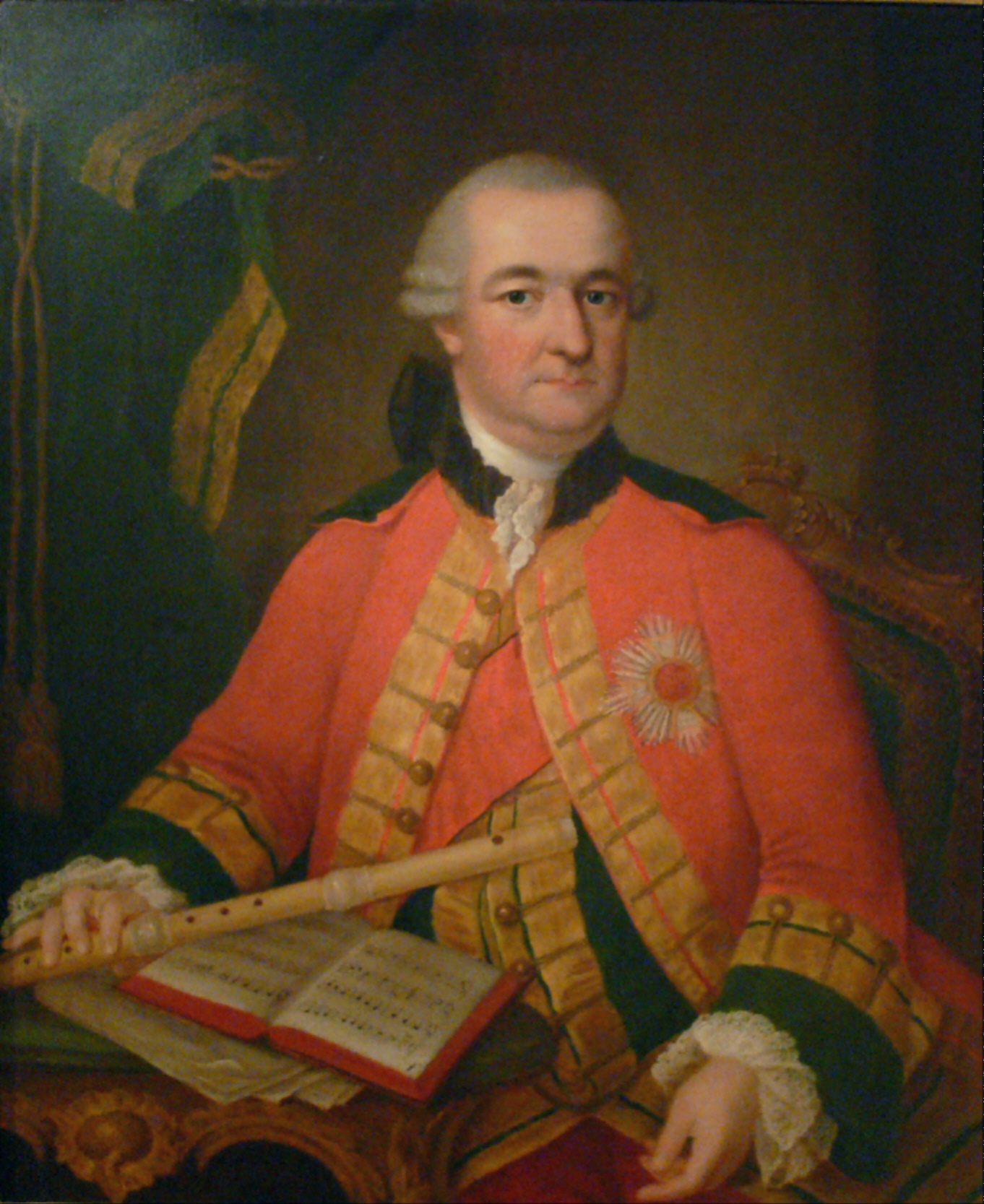
Карл IV Теодор 1742-1799 Курфюрст Пфальца
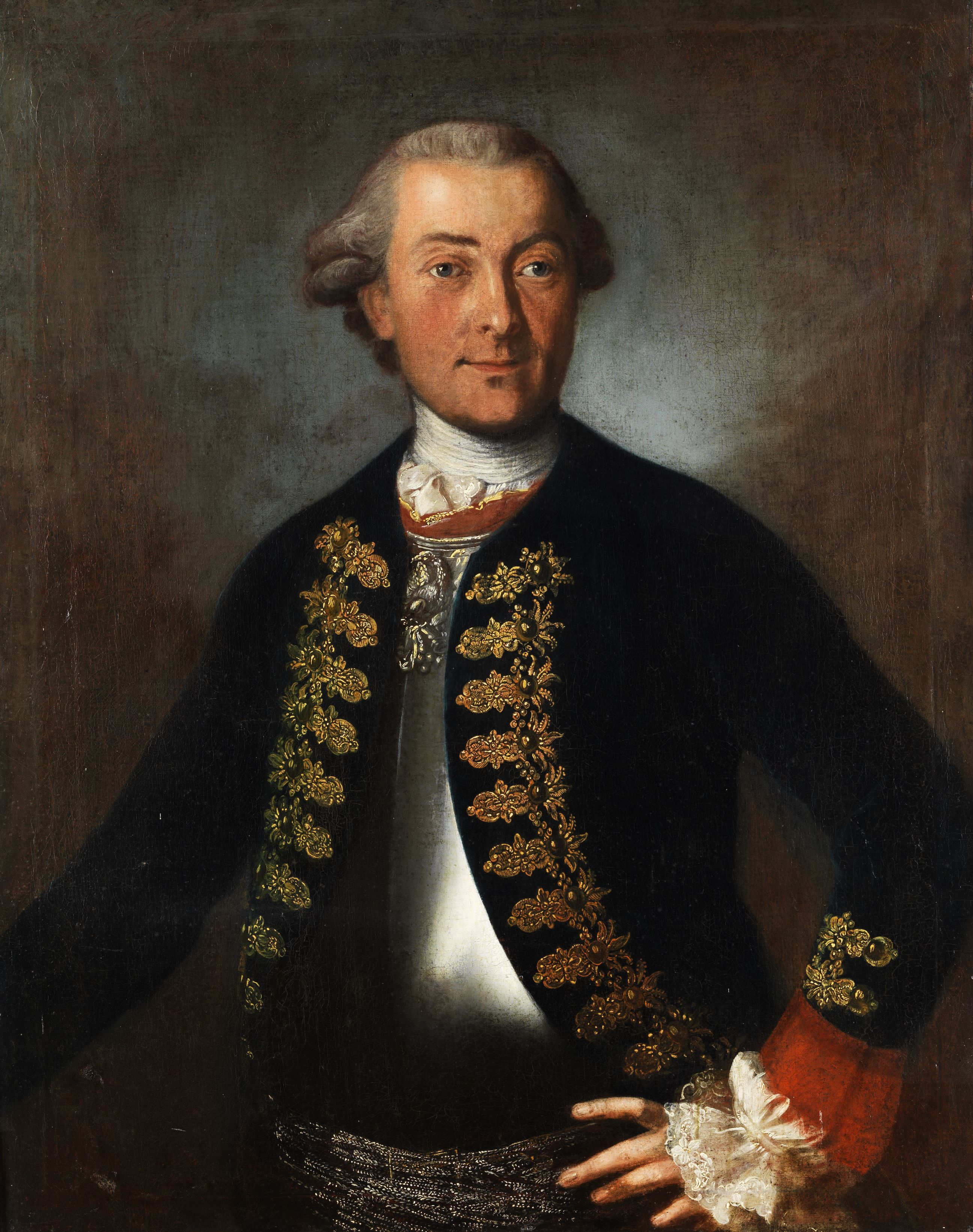
Максимилиан III 1745-1777 Курфюрст Баварии
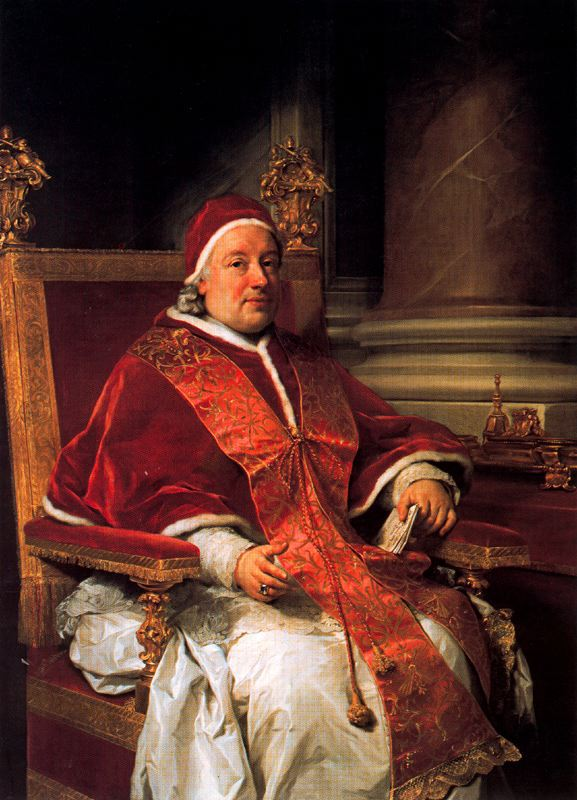
Климент XIII 1758-1769 Папа Римский